# 馬丁峰
84°22′S 65°21′W / 84.367°S 65.350°W
馬丁峰（英語：Martin Peak）是南極洲的山峰，位於伊利沙伯女皇地，處於南斯嶺東北面4公里，屬於彭薩科拉山脈中帕圖克森特山脈的一部分，海拔高度1,045米，美國地質調查局根據測量和美國海軍拍攝的空中照片繪入地圖，現時由南極條約體系管理。